# Palm River-Clair Mel
Palm River-Clair Mel ist  ein census-designated place (CDP) im Hillsborough County im US-Bundesstaat Florida. Das U.S. Census Bureau hat bei der Volkszählung 2020 eine Einwohnerzahl von 26.142 ermittelt.

## Geographie
Palm River-Clair Mel grenzt im Nordwesten direkt an Tampa. Der CDP wird von der Interstate 75, den U.S. Highways 41 und 301 (SR 43) sowie den Florida State Roads 60 und 618 (Lee Roy Selmon Expressway, mautpflichtig) durchquert bzw. tangiert.

## Demographische Daten
Laut der Volkszählung 2010 verteilten sich die damaligen 21.024 Einwohner auf 7.915 Haushalte. Die Bevölkerungsdichte lag bei 693,9 Einw./km². 54,6 % der Bevölkerung bezeichneten sich als Weiße, 30,1 % als Afroamerikaner, 0,4 % als Indianer und 2,2 % als Asian Americans. 9,1 % gaben die Angehörigkeit zu einer anderen Ethnie und 3,7 % zu mehreren Ethnien an. 39,1 % der Bevölkerung bestand aus Hispanics oder Latinos.
Im Jahr 2010 lebten in 43,5 % aller Haushalte Kinder unter 18 Jahren sowie 21,2 % aller Haushalte Personen mit mindestens 65 Jahren. 74,0 % der Haushalte waren Familienhaushalte (bestehend aus verheirateten Paaren mit oder ohne Nachkommen bzw. einem Elternteil mit Nachkomme). Die durchschnittliche Größe eines Haushalts lag bei 2,98 Personen und die durchschnittliche Familiengröße bei 3,37 Personen.
31,2 % der Bevölkerung waren jünger als 20 Jahre, 28,3 % waren 20 bis 39 Jahre alt, 26,4 % waren 40 bis 59 Jahre alt und 14,2 % waren mindestens 60 Jahre alt. Das mittlere Alter betrug 34 Jahre. 49,4 % der Bevölkerung waren männlich und 50,6 % weiblich.
Das durchschnittliche Jahreseinkommen lag bei 36.403 $, dabei lebten 24,1 % der Bevölkerung unter der Armutsgrenze.
Im Jahr 2000 war Englisch die Muttersprache von 77,23 % der Bevölkerung, spanisch sprachen 20,38 % und 2,39 % hatten eine andere Muttersprache.